# شاپور
شاپور از نام‌های ایرانی برای مردان است که احتمالاً با نام شاهپور متفاوت باشد.
افراد شاخص با این نام از این قرارند:

## پادشاهان ساسانی
- شاپور (پسر بابک)
- شاپور یکم - ۲۴۱-۲۷۲
- شاپور دوم - ۳۰۹-۳۷۹
- شاپور سوم - ۳۸۳-۳۸۸
- شاپور چهارم - ۴۲۰ (مدعی تاج‌وتخت)

## بزرگان ساسانی
- شاپور بیدخش
- شاپور (دریگبد)
- شاپور (پسر نرسه)
- شاپور (پسر باوی)
- شاپور (ارگبد)
- شاپور (پسر کاووس)

## اشخاص معاصر
- شاپور بختیار، آخرین نخست وزیر پادشاهی ایران - ۱۹۱۵-۱۹۹۱
- شاپور محمدی  رئیس سازمان بورس و اوراق بهادار ایران
- شاپور جورکش شاعر، مترجم، منتقد و پژوهشگر ادبی و نمایشنامه‌نویس
- شاپور مرحبا سیاستمدار و نماینده دوره‌های چهارم، پنجم و هفتم حوزه انتخابیه آستارا
- شاپور ریپورتر (شاپور جِی) جاسوس سرویس اطلاعات مخفی بریتانیا در ایران